# Optisches Tracking
Ein optischer Tracker wird in der digitalen Bildverarbeitung im Bereich der Geowissenschaften eingesetzt. Es werden linienförmige Strukturen - in der Regel Straßen, Flüsse, Kanäle, Bahnlinien etc. - mit Hilfe des Trackers (Verfolger) in digitalen Bilddaten wie z. B. Luft- oder Satellitenbildern erfasst. Bei der halbautomatischen Erfassung wird ein Startstück vorgegeben, in dem der Tracker eindimensionale Querprofile erstellt und in diesen aus dem Grauwertprofil Kanten ermittelt. Mit der erfassten Breiteninformation sucht der Tracker den weiteren Linienverlauf. Die halbautomatische wie auch automatische Linienerfassung aus Bilddaten steckt noch in den Kinderschuhen. Daher gibt es derzeit kaum kommerzielle Software die dieses Verfahren beinhaltet.
Im Bereich der Virtuellen Realität versteht man unter einem optischen Tracker ein Gerät, das Position und Orientierung des Benutzers misst (siehe Tracking, Tracker (Gerät)). Ein solches System kann zum Beispiel aus mehreren Kameras bestehen, die Markierungen am Benutzer – bzw. dessen VR-Helms – aufnehmen. Aus der Position der Markierungen auf den Kamerabildern und der relativen Positionierung der Kameras zueinander kann man die Position der Markierungen im Raum und damit die des Benutzers berechnen. Umgekehrt kann auch eine Kamera am Kopf des Benutzers angebracht werden, die sich dann an festen Markierungen (Referenzmarkersystem) im Raum orientiert (das sogenannte inside-out tracking im Gegensatz zum zuvor beschriebenen outside-in tracking).
Reflektierende Folien, Infrarot-LEDs oder spezielle, auch farblich abgehobene Muster können als Markierungen dienen. Je einfacher die Markierungen vom Umfeld zu unterscheiden sind, umso stabiler ist der Tracker.
Systeme, die ohne Markierungen auskommen, befinden sich noch in der Anfangsphase ihrer Entwicklung.
Optische Tracker bieten im Allgemeinen eine wesentlich höhere Genauigkeit als magnetische Tracker oder akustische Tracker, funktionieren aber nur, wenn Sichtverbindung zwischen der jeweiligen Markierung und den Kameras besteht. Eine Verdeckung – z. B. durch einen Arm – unterbricht den Messvorgang. Außerdem ist die Erkennung der Markierungen nicht immer eindeutig möglich: wenn z. B. mangelnde Beleuchtung herrscht, oder Sonnenschein oder Reflexionen die Messung behindern.